# Ctenomys talarum
Ctenomys talarum är en däggdjursart som beskrevs av Thomas 1898. Ctenomys talarum ingår i släktet kamråttor och familjen buskråttor. IUCN kategoriserar arten globalt som livskraftig. Inga underarter finns listade i Catalogue of Life. Wilson & Reeder (2005) skiljer mellan fyra underarter.
Denna gnagare förekommer med flera från varandra skilda populationer i centrala och östra Argentina. Den lever i regioner med sand eller lera som jordmån samt med ett grästäcke. Honan är 95 till 102 dagar dräktig och sedan föds ungefär fyra ungar.